# بورت أو برانس
بورت أو برانس (بالفرنسية: Port-au-Prince)‏ هي عاصمة وأكبر مدينة في البلد الكاريبي هايتي، تأسست عام 1749. البنية التحتية للمدينة صممت لمعيشة نحو 50.000 نسمة في وقت يقيم بها حاليا أكثر من مليون نسمة ويزيد العدد عن مليونَي نسمة في المنطقة الكبرى للمدينة.
ينحدر أغلب سكان العاصمة من العرق الأفريقي، كذلك يلاحظ تواجد أقلية بارزة من المنحدرين من عرقية المولاتو السمر "Mulatto" والذين يديرون الكثير من النشاطات الاقتصادية في المدينة.
تنتشر العشوائيات في المدينة وخصوصا على التلال مشكلة مساحات واسعة منها، حيث تعتبر البلاد أفقر أمة في نصف الكرة الأرضية الغربي.
وبالنسبة لاقتصاد المدينة فهو يعتمد على إنتاج القهوة والسكر إضافة للصناعات التحويلية كالصابون النسيج والاسمنت.

## المناخ
يظهر الجدول التالي التغييرات المناخية على مدار السنة لبورت أو برانس:
| البيانات المناخية لـبورت أو برانس | البيانات المناخية لـبورت أو برانس | البيانات المناخية لـبورت أو برانس | البيانات المناخية لـبورت أو برانس | البيانات المناخية لـبورت أو برانس | البيانات المناخية لـبورت أو برانس | البيانات المناخية لـبورت أو برانس | البيانات المناخية لـبورت أو برانس | البيانات المناخية لـبورت أو برانس | البيانات المناخية لـبورت أو برانس | البيانات المناخية لـبورت أو برانس | البيانات المناخية لـبورت أو برانس | البيانات المناخية لـبورت أو برانس | البيانات المناخية لـبورت أو برانس |
| الشهر                             | يناير                             | فبراير                            | مارس                              | أبريل                             | مايو                              | يونيو                             | يوليو                             | أغسطس                             | سبتمبر                            | أكتوبر                            | نوفمبر                            | ديسمبر                            | المعدل السنوي                     |
| --------------------------------- | --------------------------------- | --------------------------------- | --------------------------------- | --------------------------------- | --------------------------------- | --------------------------------- | --------------------------------- | --------------------------------- | --------------------------------- | --------------------------------- | --------------------------------- | --------------------------------- | --------------------------------- |
| متوسط درجة الحرارة الكبرى °م (°ف) | 31 (88)                           | 31 (88)                           | 32 (90)                           | 32 (90)                           | 33 (91)                           | 35 (95)                           | 35 (95)                           | 35 (95)                           | 34 (93)                           | 33 (91)                           | 32 (90)                           | 31 (88)                           | 33 (91)                           |
| المتوسط اليومي °م (°ف)            | 27 (81)                           | 26.5 (79.7)                       | 27 (81)                           | 28 (82)                           | 28 (82)                           | 30 (86)                           | 30 (86)                           | 29.5 (85.1)                       | 28 (82)                           | 28 (82)                           | 27 (81)                           | 26.5 (79.7)                       | 28.0 (82.3)                       |
| متوسط درجة الحرارة الصغرى °م (°ف) | 23 (73)                           | 22 (72)                           | 22 (72)                           | 23 (73)                           | 23 (73)                           | 24 (75)                           | 25 (77)                           | 24 (75)                           | 24 (75)                           | 24 (75)                           | 23 (73)                           | 22 (72)                           | 23 (74)                           |
| معدل هطول الأمطار مم (إنش)        | 33 (1.3)                          | 58 (2.3)                          | 86 (3.4)                          | 160 (6.3)                         | 231 (9.1)                         | 102 (4.0)                         | 74 (2.9)                          | 145 (5.7)                         | 175 (6.9)                         | 170 (6.7)                         | 86 (3.4)                          | 33 (1.3)                          | 1٬353 (53.3)                      |
| متوسط الأيام الممطرة (≥ 1 mm)     | 3                                 | 5                                 | 7                                 | 11                                | 13                                | 8                                 | 7                                 | 11                                | 12                                | 12                                | 7                                 | 3                                 | 99                                |
| ساعات سطوع الشمس الشهرية          | 279.0                             | 254.2                             | 279.0                             | 273.0                             | 251.1                             | 237.0                             | 279.0                             | 282.1                             | 246.0                             | 251.1                             | 240.0                             | 244.9                             | 3٬116٫4                           |
| المصدر: Climate & Temperature     |                                   |                                   |                                   |                                   |                                   |                                   |                                   |                                   |                                   |                                   |                                   |                                   |                                   |

## توأمة
لبورت أو برانس اتفاقيات توأمة مع كل من:
- ميامي
- مونتريال
- باتون روج

## أعلام
- فرانسوا دوفالييه
- ميشال مارتيلي
- بول ماغلوار
- جان كلود دوفالييه
- ألكسندر بيتيون
- لويس يوجين روي
- ميكائيل جان
- ليزلي بمانيجات
- هادي عنابي
- جان جاك ديسالين